# Watupecah
Watupecah is een bestuurslaag in het regentschap Rembang van de provincie Midden-Java, Indonesië. Watupecah telt 550 inwoners (volkstelling 2010).